# Markaz Dawa-Wal-Irshad
Markaz Dawa-Wal-Irshad (مرکز داوہ الارشاد) és una organització política del Pakistan
El markaz (centre de pregàries) es va establir a Muridke, prop de Lahore, pel professor Hafiz Muhammad Saeed i el seu col·lega Zafar Iqbal, vers el 1988. El 1990 va establir Lashkar-e-Toiba com a branca armada, però després de l'11 de setembre del 2001, en ser considerada Lashkar-e-Toiba grup terrorista, el govern americà va pressionar al del Pakistan per prendre mesures contra Markaz Dawa-Wal-Irshad. Llavors es va fundar una nova organització anomenada Jamat-ud-Dawa, que va actuar molt més discretament.